# Ragni Piene
Ragni Piene (née le 18 janvier 1947 à Oslo) est une mathématicienne norvégienne, spécialiste de géométrie algébrique. Elle a un intérêt particulier pour la géométrie énumérative et la théorie de l'intersection.

## Formation et carrière
Après une licence obtenue à l'université d'Oslo en 1969 et un DEA de l'université de Paris en 1970, Piene soutient un doctorat en mathématiques au Massachusetts Institute of Technology en 1976 sous la direction de Steven Kleiman. Sa thèse est intitulée Formules de Plücker.
Elle est recrutée comme professeur à l'université d'Oslo en 1987.

## Honneurs
Piene est élue membre de l'Académie norvégienne des sciences et des lettres en 1994, et en 2012, elle devient membre de l'American Mathematical Society et de l'Academia Europaea. Elle est également l'une des personnalités de l'exposition Women of mathématics.

## Responsabilités collectives
Depuis 2003, elle est membre du comité exécutif de l'Union mathématique internationale. Elle a par ailleurs présidé le comité Abel de 2010-2011 à 2013-2014.